# Liloy
Liloy est une localité de la province de Zamboanga du Nord, aux Philippines. En 2015, elle compte 39 812 habitants.